# 사회민주동맹
사회민주동맹(영어: Social Democratic Alliance, 아이슬란드어: Samfylkingin)은 아이슬란드의 사회민주주의 정당이다. 현재는 야당이다.